# Filippo Della Vite
Filippo Della Vite (Bérgamo, 4 de octubre de 2001) es un deportista italiano que compite en esquí alpino. Ganó una medalla de oro en el Campeonato Mundial de Esquí Alpino de 2025, en la prueba de equipo mixto. 

## Palmarés internacional
| Campeonato Mundial | Campeonato Mundial | Campeonato Mundial | Campeonato Mundial |
| Año                | Lugar              | Medalla            | Prueba             |
| ------------------ | ------------------ | ------------------ | ------------------ |
| 2025               | Saalbach (Austria) | Medalla de oro     | Equipo mixto       |